# 科本茨
科本茨是奥地利施蒂利亚州穆尔河谷县的一个市镇。总面积17.64平方公里，总人口1840人，人口密度104.3人/平方公里（2012年）。